# Windows 93
 (juillet 2024).
Windows 93,, (souvent graphié WINDOWS93 ) est un site Web conçu pour ressembler et fonctionner comme un système d'exploitation, ou WebOS, parodie de la série Windows 9x. Il est développé et géré par deux musiciens et programmeurs français, Jankenpopp et Zombectro. Le site propose plusieurs applications Web qui font référence et présentent de manière humoristique des mèmes Internet, des jeux vidéo, et divers éléments de la culture geek de la fin des années 1990 et du début des années 2000.

## Histoire

### Version 0
La version 0 est la première version de preuve de concept, que jankenpopp a donnée à Zombectro. Il comporte un menu Démarrer interactif et des icônes déplaçables. Cette version n’avait qu’une seule application fonctionnelle.

### Version 1
La version 1 est la première version de lancement, terminée le 1er novembre 2014. Cette version avait davantage de fonctionnalités à Windows et au menu Démarrer, et a introduit plusieurs applications (pour un total de 38), dont un navigateur Web entièrement fonctionnel.

### Version 2
La version 2 est la version précédente de Windows 93, publiée le 10 juin 2017. La version 2 a ajouté le lecteur A: qui permet aux utilisateurs de stocker des fichiers, d'exécuter du JavaScript personnalisé et d'appliquer du CSS personnalisé à partir du stockage local du navigateur. Il a introduit plusieurs autres applications, notamment Trollbox, une application de chat en ligne ; et Bindowzuchan, un tableau d'images (dont ce dernier est abandonné).

### Version 3 (bêta publique)
La version 3 est la dernière version de Windows 93, actuellement en version bêta publique, sortie le 14 février 2023. Elle a été publiée avec une refonte complète du framework Sys42. Presque toutes les applications de la version 2 ont été supprimées, et de nouvelles ont été ajoutées. Trollbox a été ramené à l'hiver 2023.